# ماتریس جایگزینی
ماتریس جایگزینی نوعی ماتریس تصادفی است که در زیست‌داده‌ورزی(بیوانفورماتیک) و زیست شناسی تکاملی برای هم‌ترازسازی توالی‌های پروتئین، دی‌ان‌ای و یا آران‌ای به کار می‌رود.
هر سطر و ستون ماتریس جایگزینی متناظر با یک تکپار (نوکلئوتید یا اسید آمینه) است و درایه‌های این ماتریس میزان احتمال تغییر یک تکپار به تکپاری دیگر را در اثر گذر زمان توصیف می‌کند. 

## پیش‌زمینه زیستی
دستورالعمل‌های ژنتکی سلول‌های یک موجود زنده در دی‌ان‌ای آن ذخیره شده است. در طول حیات سلول، این اطلاعات بارها رونویسی شده و احتمال دارد که دی‌ان‌ای در حین این فرایندها دستخوش تغییر شود.این تغییرات جهش نامیده می‌شوند.
عملکرد پروتئین‌ها نیز بسیار به ساختارشان وابسته است. تغییر حتی یکی از آمینواسیدهای پروتئین ممکن است کارآمدی آن برای انجام وظیفه مربوطه اش کاهش دهد یا کارکرد آن را به طور کلی دچار تغییر کند.
ابزارهایی که  هم‌ترازسازی توالی انجام می‌دهند از بین پرکاربردترین ابزارهای مبتنی بر رایانه اند که در زیست‌شناسی مدرن استفاده می‌شوند زیرا هم‌ترازسازی ها اطلاعات ارزشمندی در مورد کارکردهای ژن پروتئین‌ها می‌دهد. در هر روشی از هم‌ترازسازی از یک روش امتیازدهی برای تخمین شباهت استفاده می‌شود. از ماتریس‌های جایگزینی بدین منظور استفاده می‌شود.

## انواع
ماتریس‌های PAM و BLOSUM از پرکاربردترین ماتریس‌های جایگزینی اند. در محاسبه این ماتریس‌ها از لگاریتم نسبت شانس‌ها استفاده می‌شود.
در محاسبه ماتریس‌های log-odds به هر جفت آمینواسید تطبیق داده شده به صورت ضمنی یک بسامد هدف نسبت داده می‌شود که با  {\displaystyle q_{i,j}}  نشان داده می‌شود و امتیاز یک جفت آمینواسید به صورت  {\displaystyle s_{i,j}=(\log {\dfrac {q_{i,j}}{p_{i}\times p_{j}}})/\lambda } محاسبه می‌شود که {\displaystyle p_{i}} و {\displaystyle p_{j}} نشان‌دهنده بسامد آمینواسید‌های {\displaystyle i} و {\displaystyle j} است و پایه لگاریتم به دلخواه انتخاب می‌شود.

### جهش پذیرفته نقطه‌ای
یکی از اولین ماتریس‌های جایگزینی مربوط به آمینواسیدها ماتریس‌های جهش پذیرفته نقطه‌ای (PAM) هستند که در سال ۱۹۷۸ توسط مارگارت دایهوف معرفی شدند. محاسبه این ماتریس‌ها بر مبنای ۱۵۷۲ جهش مشاهده شده در درخت‌های تبارزایی ۷۱ خانواده پروتئین‌های بسیار مرتبط با یک‌دیگر انجام شده است. پروتئین هایی برای مطالعه انتخاب شدند که شباهت زیادی در واقع حداقل ۸۵٪ شباهت با اجدادشان داشته باشند.پس معقول است که فرض کنیم که عدم تطابق‌ها در نتیجه تنها یک جهش نه چند جهش در آن جایگاه از رشته پروتئین بوده است. ماتریس‌های PAM از به توان رسیدن ماتریس PAM1 به دست آمده اند. استفاده از اعداد بزرگتر در نام‌گذاری این ماتریس‌ها نشان‌دهنده فاصله بیشتر است.

### بلوسام
ماتریس‌های بلوسام برای اولین بار در مقاله‌ای توسط هنی‌کاف معرفی شدند. در روند ساخت این ماتریس‌ها برای به دست آوردن فراوانی نسبی و احتمال جایگزینی آمینواسیدها از پایگاه داده بلوک‌ها برای پیدا کردن دنباله‌های تغییرنیافته در خانواده‌های پروتئین‌ها استفاده شده است. تمامی ماتریس‌های بلوسام برخلاف ماتریس‌های PAM برمبنای چینش‌های مشاهده شده محاسبه شده اند. ماتریس‌های بلوسام با اندیس بزرگتر برای مقایسه رشته‌هایی که شباهت بیشتری دارند استفاده می‌شوند.